# میزوپرستول
میزوپروستول (به انگلیسی: Misoprostol) ترکیبی سینتتیک از آنالوگ پروستاگلاندین از نوع E1 است که در پیش‌گیری از زخم معده، در درمان سقط خودبه‌خودی و برای تحریک سقط جنین بکارمی‌رود. میزوپروستول توسط شرکت فایزر و تحت نام تجاری سیتوتک (به انگلیسی: Cytotec) و دیگر نام‌های ژنریک دیگر و در اشکال دارویی قرص، شیاف واژینال و رکتال در دسترس بوده و جزو مهم‌ترین داروهای پرکاربرد است.

## موارد مصرف
درمان اولسر پپتیک (بخصوص زخم‌های مرتبط با مصرف NSAID)، سقط خودبخودی، ایجاد زایمان زودرس و سقط جنین، خونریزی پس از زایمان.

## مکانیسم اثر
میزوپرستول یک آنالوگ پروستاگلاندینE1 است که معتقدند در معده موجب کاهش ترشح اسید و افزایش دفاع مخاطی می‌شود. در رحم یوتروتونیک بوده با انقباض عضلات صاف رحمی و اتساع دهانه رحم عمل می‌کند.

## عوارض جانبی
سردرد، تهوع، کرامپ رحمی، دل درد، اسهال، نفخ و تب؛ عوارض جدی نظیر پارگی رحم، اختلالات انعقادی و خونریزی شدید و غیرطبیعی واژینال، شوک آنافیلاکتیک (نادر).

## هشدار
برنامه مستند «ریپورت» در شبکه اول تلویزیون آلمان آ.ار.د، در تاریخ ۲۸ اردیبهشت ۱۴۰۰ طی گزارش جامعی نشان داد که در چند ماه گذشته بیش از ۴۰۰ پرونده شکایت شخصی علیه سازندگان و پزشکان تجویز کننده این دارو (با اسم‌های تجاری Cytotec و Misoprostol) تشکیل و توسط وکلای دادگستری به دادستانی‌های مختلف در آلمان ارجاع شده‌اند. پزشکان این دارو را جهت راه‌اندازی یا تسریع زایمان به زنان باردار تجویز کرده‌اند و در نتیجه بیش از ۴۰۰ نوزاد ناقص و علیل (بیشتر با مشکلات سنگین مغری، بخاطر نرسیدن اکسیژن) زاده شده‌اند.